# Sandersiella calmani
Sandersiella calmani — вид ракоподібних класу Цефалокариди (Cephalocarida). Рачок завдовжки 2-4 мм.